# 日本ローイング協会
公益社団法人日本ローイング協会（にほんローイングきょうかい、英: Japan Rowing Association, 略称 : JARA）は、ローイング競技の振興を目的とした日本におけるローイング競技の国内競技連盟。国際ローイング連盟、日本スポーツ協会、大学スポーツ協会に加盟。

## 歴史
- 1920年6月、日本漕艇協会として創立。初代理事は弁護士の岸清一[1][注釈 1]。

- 1998年、名称を日本ボート協会に変更。
- 2023年1月1日付けにて、日本ローイング協会に名称を変更。国際ボート連盟が2020年に英語での通称を「World Rowing（ワールド・ローイング）」としたことを踏まえ、日本協会は国際基準に沿ってボートを漕ぐことを意味するローイングに変更し、ボートレース（競艇）との混同を防ぐためでもある[3][4]。

## 主催または主管する競漕会
- 全日本ローイング選手権大会
  - 全日本軽量級選手権
  - 全日本大学選手権
  - 全日本社会人選手権
  - 全日本高等学校選手権
  - 全日本ジュニア選手権
  - 全日本新人選手権
- 国民スポーツ大会
- 国際競漕会
- オックスフォード盾

その他理事会で定めた競漕会